# Ataenius torridus
Ataenius torridus är en skalbaggsart som beskrevs av Blackburn 1892. Ataenius torridus ingår i släktet Ataenius och familjen Aphodiidae. Inga underarter finns listade.